# 留佳镇
留佳镇，是中华人民共和国四川省自贡市荣县下辖的一个乡镇级行政单位。

## 行政区划
留佳镇下辖以下地区：
留佳场社区、何家桥社区、大屋坡村、小田村、五间房村、花红村、莫家村、骑龙坳村、瓦滓村、八角村、来龙村、凤龙村、玉皇村、老祠村和金子村。